# Mezinárodní letiště Abú Zabí
Mezinárodní letiště Abú Zabí (arabsky مطار أبو ظبي الدولي‎, IATA: AUH, ICAO: OMAA) je mezinárodní letiště v emirátu Abú Zabí ve Spojených arabských emirátech.
Leží asi 30,6 km (19 mil) na východ od města Abú Zabí, je druhé největší ve Spojených arabských emirátech a v roce 2014 jím prošlo asi 20 miliónů cestujících. Má tři terminály pro cestující - Terminál 1 (rozdělený na Terminál 1A a 1B), Terminál 2 a Terminal 3. Mezinárodní letiště Abu Dhabi se dále rozprostírá na ploše 3 400 hektarů (8 500 akrů). Jeho prostorům v Terminálech dominují Etihad Airways, které jsou ve Spojených arabských emirátech druhým největším leteckým dopravcem po Emirates.